# Johann Classen-Kappelmann
Johann Classen-Kappelmann (* 26. Dezember 1816 in Sinzig; † 28. Mai 1879 in Köln) war ein deutscher Industrieller und liberaler Politiker.

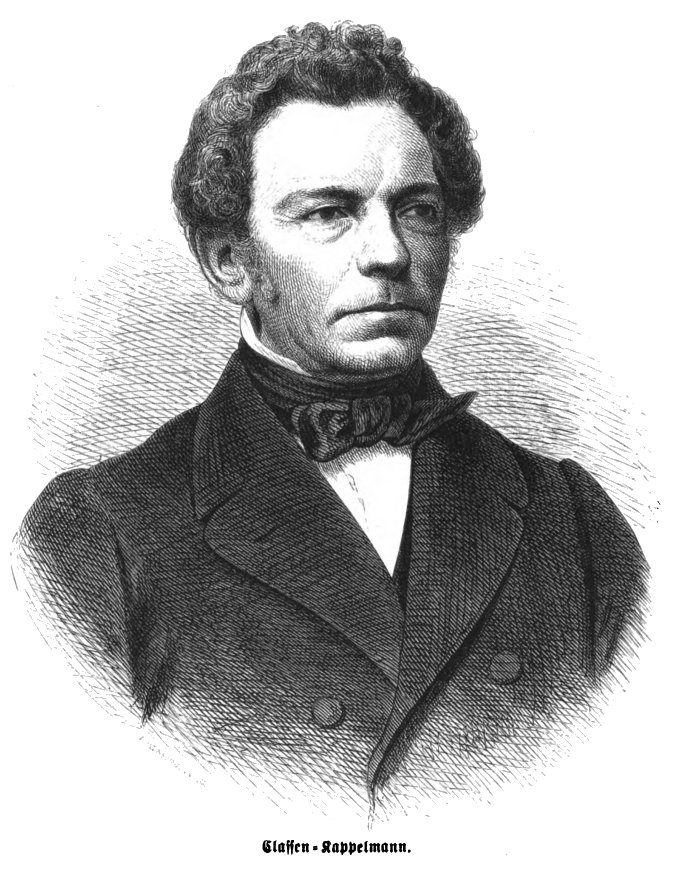
Johann Classen-Kappelmann

## Leben
Nach einer kaufmännischen Ausbildung zog Classen-Kappelmann 1834 nach Köln und trat 1844 in ein Handelsunternehmen ein. 1853 übernahm er die Rheinische Spinnerei und Tricotfabrik und baute sie zu einem erfolgreichen Unternehmen auf. Darüber hinaus unterhielt er eine Fabrik zur Herstellung von Kölnisch Wasser. In Sielsdorf übernahm er die dortige alte Mühle und machte aus der ehemaligen Papierfabrik und seit 1851 Wollfärberei durch die Aufstellung der ersten Dampfmaschine in der Bürgermeisterei Efferen daraus den ersten Industriebetrieb mit 22 Beschäftigten (1861). Die Mühle wurde 1869 verkauft und eine Streichgarnspinnerei eingerichtet. In Luxemburg besaß Classen-Kappelmann eine Beteiligung an einem Textilunternehmen.
Nachdem er erst Mitglied des Gemeinderates von Lindenthal war, wurde er 1849 als Mitglied des Kölner Stadtrats gewählt. 1860 trat er der Handelskammer zu Köln bei. Hier war er für den Manufakturwarenhandel und für die Trikotfabrikation zuständig. Von 1861 bis 1868 vertrat er die Kölner Handelskammer beim bleibenden Ausschuss des Deutschen Handelstags in Berlin. 1860 war er Mitbegründer einer Kommanditgesellschaft, die die Ausrichtung einer jährlichen Industrieschau in Köln zum Ziel hatte. Er war Mitglied des Kölner Handelsvereins sowie Mitgründer und Vorsitzender des Volkswirtschaftlichen Vereins für Rheinland und Westfalen.
Als aktiver Kommunalpolitiker setzte er sich unter anderem für ein städtisches Wasser- und Gaswerk ein, regte 1873 die Streichung der städtischen Gelder für die Fronleichnamsprozession an und sprach sich für die Absenkung des Mindesteinkommens für die Ausübung des aktiven Wahlrechts von 400 auf 200 Taler aus. Bereits 1865 hatte er sich für den Abriss der Festungsanlagen der Stadt Köln eingesetzt.
1863 und 1865 organisierte er die sogenannten Abgeordnetenfeste in Köln, die von den oppositionellen rheinisch-westfälischen Abgeordneten ausgerichtet wurden. Während das Fest 1863 im Sinne der Organisatoren verlief, endete es 1865 in einem politischen Debakel. Das Fest im Kölner Zoo wurde vom preußischen Kölner Kommandanten, General Robert von Frankenberg und Ludwigsdorf verboten, und Classen-Kappelmann sollte verhaftet werden. Er floh auf Anraten seiner politischen Freunde ins belgische Verviers. Danach verweigerte der Bonner Oberbürgermeister dem Kölner Deputierten Classen-Kappelmann die Teilnahme an einer Einweihung eines Denkmals in Bonn. In der Kölner Bevölkerung erfuhr er jedoch großen Rückhalt für seine politischen Überzeugungen, und so wurde er im Juli 1866 ins Preußische Abgeordnetenhaus gewählt.

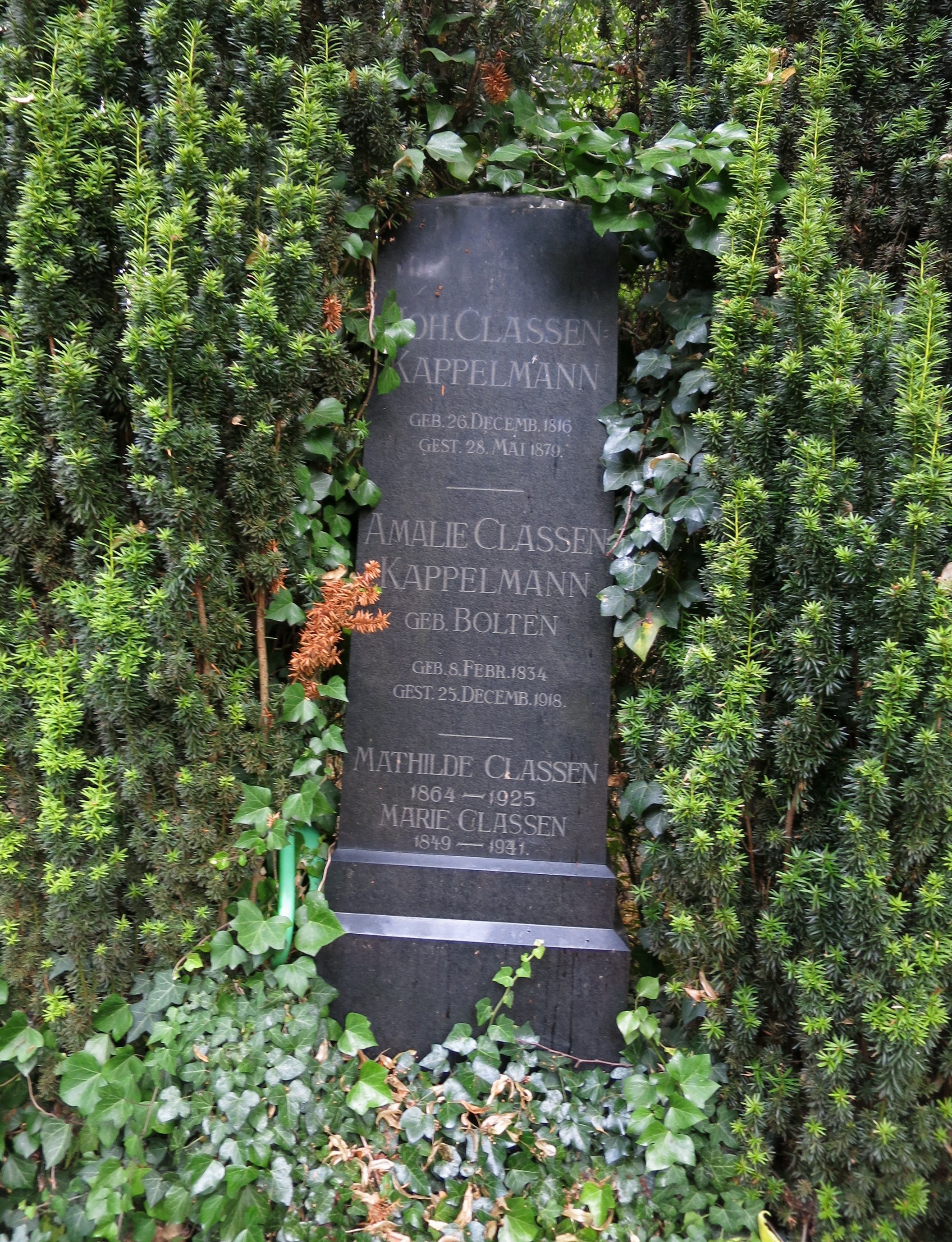
Grab der Familie Classen-Kappelmann (Rückseite)

1869 wurde er in Köln als Präses der Gesellschaft „Verein“ gewählt, die alle Liberalen vereinigen sollte. Nach der Parteigründung der Deutschen Fortschrittspartei leitete er diese in Köln. Bis zu seinem Tod war er Gemeindevertreter von Lindenthal und Stadtverordneter von Köln. Er galt als aktiver und durchaus streitbarer Kommunalpolitiker.
Unter dem Pseudonym Johann von der Ahr verfasste Classen-Kappelmann in den 1840er Jahren Gedichte und war Herausgeber zahlreicher politischer und kaufmännischer Abhandlungen. Er war aktives Mitglied in mehreren Kölner Vereinen, unter anderem als Vorsitzender bzw. Ehrenvorsitzender des Volksbildungsvereins, Gründungsmitglied des Allgemeinen Turnvereins sowie Vorstandsmitglied der Lesegesellschaft.
Classen-Kappelmann starb 1879 nach längerer Krankheit im Alter von 62 Jahren auf Gut Weyerthal. Er wurde auf dem Kölner Melaten-Friedhof beerdigt. Die Grabstätte wurde später von der Familie Ibscher als Patenschaftsgrab übernommen und die ursprüngliche Inschrift auf die Rückseite des Grabmals versetzt.

## Ehrung
Im Kölner Stadtteil Lindenthal wurde das Lebenswerk Classen-Kappelmanns mit der Benennung einer Straße geehrt. Die Frankfurter Bürger stifteten Classen-Kappelmann 1866 eine silberne Säule, weil er sich gegen die preußische Inbesitznahme Frankfurts einsetzte.

## Werke
- Ein "politischer Charakter" der Neuzeit, Verlag Druck und Commissions-Verlag von J.R. Bachem in Köln, 1877, 56 S.
- Rede des Abgeordneten Herrn Classen-Kappelmann, sowie der vollständigen Verhandlungen über die Petition II 946 aus Frankfurt a. M., die Kriegslasten betreffend: wörtlicher Abdruck nach dem stenographischen Bericht der 56. Sitzung des Abgeordnetenhauses zu Berlin, am 22. Januar 1867, Köln 1867, 71 S.
- Der kaufmännische Calculator
- Hartkort's Geburtshaus auf Gut Hartkorten in Westfalen, Die Gartenlaube, 1877, S. 113f.